# 70 godina KK Split: Odiseja u žutom
70 godina KK Split: Odiseja u žutom, hrvatski dokumentarni film. Film je prigodni projekt u kojem splitski košarkaški velikan KK Split oživljava slavnu prošlost. FIBA ga je proglasila najboljim košarkaškim kolektivom na svijetu u 20. stoljeću. Film traje osamdesetak minuta. Evocira važne trenutke povijesti splitske i hrvatske košarke.
Snimljen u proizvodnji HRT-a 2015. godine. U filmu govore Dino Rađa, Rato Tvrdić, Toni Kukoč, Goran Sobin, Božidar Maljković, Elvira Carbonini Čulić, Željko Jerkov, Peter Vilfan, Zoran Grašo i dr. Redatelj Tomislav Mršić, scenarist Mladen Ćapin, direktor fotografije Davor Petričić itd.
Premijera filma trebala je biti 27. studenoga 2015. u Spaladium Areniali je otkazana iz tehničkih razloga.